# Mednarodno združenje za sodobno glasbo
Mednarodno združenje za sodobno glasbo, izvirno International Society for Contemporary Music (ISCM) je glasbeno združenje, ki promovira sodobno klasično glasbo.
Ustanovljeno je bilo v salzburški kavarni Café Bazar 11. avgusta leta 1922 kot Internationale Gesellschaft für Neue Musik (IGNM), ki je sledila festivalu sodobne komorne glasbe Internationale Kammermusikaufführungen Salzburg, kot veji salzburškega festivala. 
Ustanovila sta jo avstrijski (pozneje britanski) skladatelj Egon Wellesz in Edward J Dent, akademik iz Cambridgea, ki sta se spoznala, ko je Wellesz leta 1906 obiskal Anglijo.
Leta 1936 je bil konkurenčni »Stalni svet za mednarodno sodelovanje skladateljev«, ki ga je ustanovil Richard Strauss, obtožen pospeševanja kulturnih ambicij nacistične stranke v nasprotju z nepolitičnim ISCM. Britanski skladatelj Herbert Bedford, ki je deloval kot sosekretar, je branil njeno nevtralnost.

Poleg prekinitev v letih 1940 in 1943–1945 zaradi druge svetovne vojne ter v letih 2020–21 zaradi svetovne pandemije COVID-19 je bila glavna dejavnost ISCM organizacija festivala sodobne klasične glasbe enkrat letno, vsako leto na drugi lokaciji. Prvi festival je potekal leta 1923 v Salzburgu, in je postal znan kot »ISCM World Music Days« (včasih Svetovni dnevi nove glasbe, skrajšano WMD ali WNMD, odvisno od uporabe izvirnega dolgega naziva). Festivalov je bilo do leta 2019 skupno 93, zadnji med njimi je bil v Talinu v Estoniji maja 2019. Svetovni glasbeni dnevi leta 2021 v Šanghaju in Nanningu so bili preloženi na marec 2022, WNMD 2022 je potekal na Novi Zelandiji avgusta 2022.
Članstvo v ISCM je organizirano prek nacionalnih sekcij, ki promovirajo sodobno glasbo v vsaki državi. Ti oddelki so običajno od ISCM neodvisne organizacije (nacionalna društva skladateljev), ki pošiljajo delegate na generalno skupščino ISCM. Vsak član nacionalne sekcije je tudi član ISCM in lahko pošlje 6 del, ki so ocenjena za izvedbo na Svetovnih glasbenih dnevih. Ostale nacionalne organizacije, ki promovirajo sodobno glasbo, vendar niso označene kot nacionalni del ISCM, včasih dobijo status pridruženega članstva. Ta status velja tudi za člane teh organizacij. Nekateri posamezni glasbeni strokovnjaki prejmejo status "častnega članstva". ISCM vodi izvršni odbor, ki ga sestavlja sedem ljudi; dva (generalni sekretar in zakladnik) sta imenovana na položaj, preostalih pet (predsednik, podpredsednik in trije redni člani) pa izberejo delegati na volitvah med generalno skupščino.
Od leta 1991 ISCM enkrat letno izdaja tudi World New Music Magazine, tiskano publikacijo, ki jo deli svojim članom v nadaljnjo distribucijo. Skupaj je izšlo 28 številk. Zadnje številke revij so na voljo v obliki PDF-jev, ki jih je mogoče digitalno prenesti s spletnega mesta ISCM. ISCM je članica organizacije International Music Council. Trenutni člani izvršnega odbora ISCM (izvoljeni na generalni skupščini septembra 2021, ki je potekala čez Zoom) so: Glenda Keam (Nova Zelandija), predsednica; Frank J. Oteri (ZDA), podpredsednik; Ol'ga Smetanova (Slovaška), generalna sekretarka; David Pay (Kanada), blagajnik; George Kentros (Švedska), Tomoko Fukui (Japonska) in Irina Hasnaș (Romunija).

## Svetovni glasbeni dnevi ISCM
vir:
1. 1923 — Salzburg
2. 1924 — Praga/Salzburg
3. 1925 — Praga/Benetke
4. 1926 — Zürich
5. 1927 — Frankfurt na Majni
6. 1928 — Siena
7. 1929 — Ženeva
8. 1930 — Liège/Bruselj
9. 1931 — Oxford/London
10. 1932 — Dunaj
11. 1933 — Amsterdam
12. 1934 — Firence
13. 1935 — Praga
14. 1936 — Barcelona
15. 1937 — Pariz
16. 1938 — London
17. 1939 — Varšava/Krakau
18. 1941 — New York
19. 1942 — San Francisco
20. 1946 — London
21. 1947 — Kopenhagen/Lund
22. 1948 — Amsterdam/Scheveningen
23. 1949 — Palermo/Taormina
24. 1950 — Bruselj
25. 1951 — Frankfurt ob Majni
26. 1952 — Salzburg
27. 1953 — Oslo
28. 1954 — Haifa
29. 1955 — Baden-Baden
30. 1956 — Stockholm
31. 1957 — Zürich
32. 1958 — Straßburg
33. 1959 — Rim/Neapelj
34. 1960 — Köln
35. 1961 — Dunaj
36. 1962 — London
37. 1963 — Amsterdam
38. 1964 — Kopenhagen
39. 1965 — Madrid
40. 1966 — Stockholm
41. 1967 — Praga
42. 1968 — Varšava
43. 1969 — Hamburg
44. 1970 — Basel
45. 1971 — London
46. 1972 — Graz
47. 1973 — Reykjavík
48. 1974 — Rotterdam/Utrecht/Amsterdam/Den Haag/Hilversum
49. 1975 — Pariz
50. 1976 — Boston
51. 1977 — Bonn
52. 1978 — Stockholm/Helsinki
53. 1979 — Athens
54. 1980 — Jerusalem/Tel Aviv/Be’er Scheva/Kibbuz Schefajim
55. 1981 — Bruselj/Gent
56. 1982 — Graz
57. 1983 — Århus
58. 1984 — Toronto/Montreal
59. 1985 — Nizozemska
60. 1986 — Budimpešta
61. 1987 — Köln/Bonn/Frankfurt ob Majni
62. 1988 — Hongkong
63. 1989 — Amsterdam
64. 1990 — Oslo
65. 1991 — Zürich
66. 1992 — Varšava
67. 1993 — Ciudad de Mexico
68. 1994 — Stockholm
69. 1995 — Essen/Bochum/Dortmund/Duisburg (Ruhrgebiet)
70. 1996 — Kopenhagen
71. 1997 — Seoul
72. 1998 — Manchester
73. 1999 — Romunija/Moldavija
74. 2000 — Luksemburg
75. 2001 — Yokohama
76. 2002 — Hongkong
77. 2003 — Slovenija
78. 2004 — Švica
79. 2005 — Zagreb
80. 2006 — Stuttgart
81. 2007 — Hongkong
82. 2008 — Vilnius
83. 2009 — Sverige
84. 2010 — Sydney
85. 2011 — Zagreb
86. 2012 — Belgija
87. 2013 — Košice/Bratislava/Dunaj
88. 2014 — Wroclaw
89. 2015 — Slovenija
90. 2016 — Tongyeong
91. 2017 — Vancouver
92. 2018 — Peking
93. 2019 — Talin

- 2020 — Auckland/Christchurch, prestavljeno na leto 2022
- 2021 — Šanghaj/Nanning, prestavljeno na leto 2022
- 2022 — Šanghaj/Nanning in Auckland/Christchurch
- 2023 — Johannesburg/Soweto
- 2024 — Tórshavn
- 2025 — Lizbona in Porto

## Častni člani ISCM
vir:
- Louis Andriessen
- Milton Babbitt
- Béla Bartók
- Sten BRimn
- Ferruccio Busoni
- John Cage
- Elliott Carter
- Alfredo Casella
- Friedrich Cerha
- Chou Wen-chung
- Edward Clar
- Paul Collaer
- Aaron Copland
- Luigi Dallapiccola
- Edward Dent
- Franz Eckert
- Óscar Esplá
- Manuel de Falla
- Michael Finnissy
- Vinko Globokar
- Sofia Gubaidulina
- Alois Hába
- Anton Haefeli
- Ernst Henschel
- Paul Hindemith
- Arthur Honegger
- Klaus Huber
- Sukhi Kang
- Zoltán Kodály
- Charles Koechlin
- Zygmunt Krauze
- Ernst Krenek
- György Kurtág
- André Laporte
- Doming Lam
- György Ligeti
- Witold Lutosławski
- Walter Maas
- Gian Francesco Malipiero
- Yori-Aki Matsudaira
- Arne Mellnäs
- Olivier Messiaen
- Darius Milhaud
- Conlon Nancarrow
- Arne Nordheim
- Per Nørgård
- Vítězslav Novák
- Reinhard Oehlschlägel
- Arvo Pärt
- Krzysztof Penderecki
- Goffredo Petrassi
- Willem Pijper
- Maurice Ravel
- Hans Rosbaud
- Hilding Rosenberg
- Albert Roussel
- Antonio Rubin
- Kaija Saariaho
- Paul Sacher
- Hermann Scherchen
- R. Murray Schafer
- Arnold Schönberg
- Roger Sessions
- Jean Sibelius
- Igor Stravinski
- Karol Szymanowski
- Toru Takemitsu
- Chris Walraven
- Ralph Vaughan Williams
- Iannis Xenakis
- Isang Yun
- Jōji Yuasa

## ISCM ExCom (osevežitev: 27. junij 2020)
- Glenda Keam, Nova Zelandija (predsednik)
- Frank J. Oteri, New Music USA (podpredsednik)
- George Kentros, Švedska
- Irina Hasnas, Romunija
- Tomoko Fukui, Japonska
- David Pay, Music on Main/Kanada (zakladnik)
- Olga Smetanova, Slovaška (generalni sekretar)

## Člani žirije Svetovnih glasbenih dnevov ISCM
vir:
- Ernest Ansermet, 1923, 1924, 1929, 1932, 1936, 1938
- Béla Bartók, 1924
- Alban Berg, 1928, 1931
- Nadia Boulanger, 1932, 1934, 1951
- Pierre Boulez, 1961
- Elliott Carter, 1954, 1960, 1963, 1976
- Alfredo Casella, 1924, 1925, 1928, 1931, 1934
- Aaron Copland, 1942
- Luigi Dallapiccola, 1950, 1953, 1966
- Franco Donatoni, 1971, 1975
- Henri Dutilleux, 1956, 1962, 1967
- Brian Ferneyhough, 1978
- Luc Ferrari, 1972
- Wolfgang Fortner, 1958, 1960, 1969
- Vinko Globokar, 1972
- Alois Hába, 1927, 1932, 1938, 1958, 1961
- Cristóbal Halffter, 1968, 1970, 1975, 1980
- Rimn Haubenstock-Ramati, 1980
- Arthur Honegger, 1926
- Klaus Huber, 1965, 1969
- Jacques Ibert, 1930, 1937, 1948
- Zoltán Kodály, 1925
- Marek Kopelent, 1977
- Ernst Krenek, 1934, 1941
- Rafael Kubelík, 1947
- Helmut Lachenmann, 1981
- Rolf Liebermann, 1955, 1957
- György Ligeti, 1966, 1972
- Witold Lutosławski, 1959, 1964, 1966, 1968, 1971
- Gian Francesco Malipiero, 1930, 1933, 1949
- Olivier Messiaen, 1955
- Darius Milhaud, 1938, 1942
- Maurice Ravel, 1929
- Aribert Reimann, 1976
- Wolfgang Rihm, 1977
- Frederic Rzewski, 1981
- Hermann Scherchen, 1923, 1926, 1935
- Dieter Schnebel, 1977
- Erwin Schulhoff, 1930
- Mátyás Seiber, 1953, 1955, 1958
- Kazimierz Serocki, 1961, 1969
- Heinrich Strobel, 1955
- Hans Heinz Stuckenschmidt, 1951
- Karol Szymanowski, 1926
- Anton Webern, 1932, 1936
- Egon Wellesz, 1923, 1925
- Christian Wolff, 1977
- Iannis Xenakis, 1975

## Pomembne krstne izvedbe v okviru Svetovnih glasbenih dnevov ISCM
vir:
- 1923, Salzburg, Paul Hindemith, Kvintet za godalni kvartet in klarinet, op. 30 (Amar Quartet)
- 1923, Salzburg, William Walton, Godalni kvartet št. 1
- 1924, Praga, Arnold Schönberg, Erwartung, op. 17 (Alexander von Zemlinsky)
- 1924, Praga, Alexander von Zemlinsky, Lirična suita, op. 18
- 1924, Salzburg, Ernst Krenek, Godalni kvartet št. 4, op. 24
- 1924, Salzburg, Paul Hindemith, Godalni trio, op. 34
- 1925, Venezia, Hanns Eisler, Do za Vl/Vc
- 1926, Zürich, Anton Webern, 5 skladb za orkester, op. 10
- 1935, Praga, Karl Amadeus Hartmann, Miserae
- 1935, Praga, Anton Webern, Koncert za 9 glasbil, op. 24
- 1936, Barcelona, Alban Berg, Violinski koncert (Louis Krasner)
- 1936, Barcelona, Ernst Krenek, Fragmente aus Karl V.
- 1938, London, Anton Webern, Kantata Das Augenlicht, op. 26
- 1946, London, Anton Webern, Kantata št. 1, op. 29
- 1950, Bruselj, Anton Webern, Kantata št. 2, op. 32
- 1954, Haifa, André Jolivet, Simfonija št. 1
- 1955, Baden-Baden, Pierre Boulez, Le Marteau sans Maître (SWF-orkester Baden-Baden)
- 1957, Zürich, Arnold Schönberg, Moses und Aron (krstna izvedba)
- 1960, Köln, Mauricio Kagel, Anagrama
- 1960, Köln, György Ligeti, Apparitions
- 1960, Köln, Karlheinz Stockhausen, Kontakte
- 1960, Köln, Isang Yun, Godalni kvartet št. 3
- 1960, Köln, Bernd Alois Zimmermann, Nobody knows, Koncert za trobento
- 1961, Dunaj, Krzysztof Penderecki, Dimensionen der Zeit und Stille
- 1962, London, Klaus Huber, Cujus Legibus Rotantur Poli
- 1963, Amsterdam, Heinz Holliger, Kantata Erde und Himmel
- 1967, Praga, Alois Hába, Godalni kvartet št. 16
- 1968, Varšava, Friedrich Cerha, Spiegel I
- 1975, Paris, Peter Ruzicka, Befragung
- 1982, Graz, Dieter Schnebel, Thanatos Eros II
- 1982, Graz, Christoph Delz, Die Atmer der Lydia
- 1982, Graz, Heinz Holliger, Jahreszeiten (Arnold Schoenberg Chor, Erwin Ortner)
- 1982, Graz, Rimn Haubenstock-Ramati, Nocturni II
- 1982, Graz, Conlon Nancarrow, Skladba za mali orkester, Godalni kvartet, Vaja št. 3a, 10, 12, 21, 25, 36, 37, 40b, 41c, 43 za klavir
- 1982, Graz, Michael Nyman, A Handsom-Smooth-Sweet-Clear-Stroke: Or Else Play not at All (ORF-dunajski simfonični orkester, Lothar Zagrosek)
- 1983, Aarhus, Hans Werner Henze, 3 Concerti Piccoli
- 1983, Aarhus, Witold Lutosławski, Simfonija št. 3
- 1983, Aarhus, Pascal Dusapin, Godalni kvartet (Arditti Quartet)
- 1983, Aarhus, Iannis Xenakis, Tetra (Arditti Quartet)
- 1984, Toronto/Montreal, Vinko Globokar, Laboratorium
- 1987, Köln/Bonn/Frankfurt ob Majni, Giacinto Scelsi, Uaxuctum (Kölnski radijski zbor, Kölnski radijski orkester, Hans Zender)
- 1987, Köln/Bonn/Frankfurt ob Majni, Dieter Schnebel, Stichworte – Stichnoten (Dieter Schnebel)
- 1987, Köln/Bonn/Frankfurt ob Majni, Vinko Globokar, Les Emigrés
- 1987, Köln/Bonn/Frankfurt ob Majni, John Cage, Music for 13
- 1989, Amsterdam, Michael Jarrell, Assonance III
- 1990, Oslo, Unsuk Chin, Troerinnen
- 1990, Oslo, György Kurtág, Ligatura – Message to Frances-Marie: The Answered Unanswered Question
- 1995, Ruhrgebiet, György Kurtág, Three Messages (Kölnski radijski simfonični orkester)
- 1995, Ruhrgebiet, Toshio Hosokawa, Super Flumina Babylonis (Ensemble Modern, Eberhard Kloke)
- 1995, Ruhrgebiet, Walter Zimmermann, Diastasis (Ensemble Modern, Eberhard Kloke)
- 1995, Ruhrgebiet, Chaya Czernowin, Amber
- 1995, Ruhrgebiet, Kunsu Shim, (brez naslova)
- 1998, Manchester, Peter Maxwell Davies, Il Rozzo Martello (BBC Singers)
- 2000, Luksemburg, Wolfgang Rihm, Jagden und Formen, Zustand X/2000 (Ensemble Modern)
- 2004, Švica, Johannes Schöllhorn, Rote Asche
- 2006, Stuttgart, Georges Aperghis, Wölfli Kantata (Neue Vocalsolisten Stuttgart, SWR Vokalensemble)
- 2006, Stuttgart, Francesco Filidei, Altro Recercar
- 2006, Stuttgart, Jennifer Walshe, passenger
- 2006, Stuttgart, Samir Odeh-Tamimi, LÁMA POÍM
- 2006, Stuttgart, Younghi Pagh-Paan, Mondschatten (Državna opera, Državni orkester Stuttgart)
- 2013, Košice/Bratislava/Dunaj, Bernhard Lang, Monadologie XXIV…The Stoned Guest
- 2014, Wroclaw, Slawomir Kupczak, Simfonija št. 2 za 100 motorjev, električno kitaro, tolkala in elektroniko
- 2015, Ljubljana, Nina Šenk, Into the Shades
- 2016, Tongyeong, Yejune Synn, Zoetrope (Filharmonični orkester Changwon)
- 2016, Tongyeong, Nick Roth, Woodland Heights (Hong Kong New Music Ensemble)

## Pomembne izvedbe v okviru Svetovnih glasbenih dnevov ISCM
vir:
- 1923, Salzburg, Arnold Schönberg, Die hängenden Gärten, op. 15
- 1923, Salzburg, Alban Berg, Godalni kvartet, op. 3
- 1924, Praga, Arthur Honegger, Pacific 231
- 1924, Praga, Sergej Prokofjev, Violinski koncert
- 1924, Praga, Igor Stravinski, Chant du Rossignol
- 1925, Venezia, Maurice Ravel, Tzigane za Vl/Kl
- 1925, Venezia, Igor Stravinski, Sonata za klavir
- 1926, Zürich, Paul Hindemith, Koncert za orkester, op. 38
- 1926, Zürich, Kurt Weill, Violinski koncert, op. 12
- 1929, Ženeva, Leoš Janáček, Missa Glagolskaya
- 1931, London, Anton Webern, Simfonija, op. 21
- 1933, Amsterdam, Igor Stravinski, Simfonija psalmov
- 1934, Firenze, Maurice Ravel, Klavirski koncert za levo roko
- 1935, Praga, Alban Berg, Lulu-Suita
- 1935, Praga, Arnold Schönberg, Variacije za orkester, op. 31
- 1938, London, Olivier Messiaen, La Nativité du Seigneur
- 1942, San Francisco, Paul Hindemith, Simfonija v Es
- 1946, London, Béla Bartók, Koncert za orkester
- 1946, London, Olivier Messiaen, Kvartet za konec časov
- 1946, London, Arnold Schönberg, Oda Napoleonu Bonapartu, op. 41
- 1951, Frankfurt ob Majni, Olivier Messiaen, 5 Rechants
- 1952, Salzburg, Bernd Alois Zimmermann, Violinski koncert
- 1953, Oslo, Zoltán Kodály, Koncert za orkester
- 1966, Stockholm, Karlheinz Stockhausen, Kontra-Punkte št. 1
- 1957, Zürich, Karl Amadeus Hartmann, Simfonija št. 6
- 1958, Strassbourg, Bernd Alois Zimmermann, Simfonija
- 1959, Rim, Luigi Nono, Incontri per 24 strumenti
- 1959, Napoli, Igor Stravinski, Agon
- 1959, Napoli, Igor Stravinski, Pribaoutki
- 1959, Napoli, Karlheinz Stockhausen, Klavierstück XI
- 1959, Napoli, Karlheinz Stockhausen, Gesang der Jünglinge
- 1960, Köln, Karl Amadeus Hartmann, Simfonija št. 7
- 1960, Köln, Darius Milhaud, Simfonija št. 8
- 1961, Dunaj, Rimn Haubenstock-Ramati, Séquences
- 1961, Dunaj, Edgar Varèse, Arcana
- 1963, Amsterdam, Karl Amadeus Hartmann, Simfonija št. 8
- 1963, Amsterdam, Pierre Boulez, Klavirska sonata št. 2
- 1963, Amsterdam, Krzysztof Penderecki, Threnos
- 1964, Kopenhagen, Edgar Varèse, Offrandes
- 1965, Madrid, Krzysztof Penderecki, Stabat mater
- 1965, Madrid, Arnold Schönberg, A Survivor from Warsaw, op. 46
- 1966, Stockholm, Karlheinz Stockhausen, Mikrophonie II
- 1966, Stockholm, Edgar Varèse, Octandre
- 1968, Varšava, Klaus Huber, Tenebrae
- 1968, Varšava, György Ligeti, Requiem
- 1969, Hamburg, Rimn Haubenstock-Ramati, Simfonija „K“
- 1969, Hamburg, Helmut Lachenmann, Consolation II
- 1969, Hamburg, Bernd Alois Zimmermann, Présence
- 1971, London, György Ligeti, Komorni koncert
- 1971, London, Salvatore Sciarrino, …Da und Divertimento
- 1971, London, Iannis Xenakis, Atrées
- 1972, Graz, Mauricio Kagel, Repertoire (iz: Staatstheater)
- 1972, Graz, Witold Lutosławski, Koncert za violončelo in orkester
- 1972, Graz, Dieter Schnebel, Glossolalie
- 1980, Jerusalem, György Ligeti, Koncert za violončelo
- 1981, Bruselj/Gent, Brian Ferneyhough, Time and Motion Study I
- 1981, Bruselj/Gent, George Crumb, Eleven Echoes of Autumn
- 1981, Bruselj/Gent, Vinko Globokar, La Tromba è mobile
- 1981, Bruselj/Gent, Younghi Pagh-Paan, Sori
- 1982, Graz, Hans Werner Henze, Ragtime in Habanere
- 1982, Graz, Mauricio Kagel, Knez Igor, Stravinski (Mauricio Kagel, Manos Tsangaris)
- 1982, Graz, György Ligeti, Atmosphères (Dunajski simfoniki)
- 1982, Graz, John Cage, Credo in US
- 1982, Graz, Pierre Boulez, Improvisation sur Mallarmé II
- 1982, Graz, Karlheinz Stockhausen, Kreuzspiel
- 1982, Graz, Cornelius Cardew, We Think for the Future (Frederic Rzewski)
- 1982, Graz, Luigi Nono, Polifonia, Monodia, Ritmica
- 1982, Graz, Luciano Berio, Entrata/Encore
- 1982, Graz, Sonny Rollins, Kvintet
- 1983, Aarhus, Giacinto Scelsi, Godalni kvartet št. 4 (Arditti Quartet)
- 1983, Aarhus, Brian Ferneyhough, Godalni kvartet št. 2 (Arditti Quartet)
- 1983, Aarhus, Karlheinz Stockhausen, Mantra
- 1983, Aarhus, Steve Reich, Music for Mallet Instruments, Voices and Organ
- 1983, Aarhus, Georges Aperghis, Récitations pour voix seule (Nos. 1,2,3,8,9,10,14)
- 1983, Aarhus, Arvo Pärt, Fratres
- 1983, Aarhus, Louis Andriessen, Workers Union
- 1983, Aarhus, Klaus Huber, Beati Pauperes II (1979)
- 1983, Aarhus, Tristan Murail, Gondwana
- 1983, Aarhus, Ernst Krenek, Arc of Life (op. 234, 1981)
- 1983, Aarhus, Adriana Hölszky, Space
- 1983, Aarhus, Mauricio Kagel, Dressur
- 1984, Toronto/Montreal, Jonty Harrison, Klang
- 1984, Toronto/Montreal, Francis Dhomont, Points de fuite
- 1984, Toronto/Montreal, Unsuk Chin, Gestalten
- 1984, Toronto/Montreal, Isang Yun, Exemplum in memoriam Kwangju
- 1984, Toronto/Montreal, Brian Ferneyhough, Adagissimo (Arditti Quartet)
- 1984, Toronto/Montreal, György Kurtág, Kvartet op. 1 (Arditti Quartet)
- 1985, Nizozemska, Klaus Huber, …Nudo que ansi juntaís…
- 1985, Nizozemska, Luciano Berio, Fa-Si
- 1985, Nizozemska, Kaija Saariaho, Verblendungen za veliki orkester in spremljevalni band
- 1985, Nizozemska, Helmut Lachenmann, Movement – vor der Erstarrung (Ensemble Modern, Lothar Zagrosek)
- 1985, Nizozemska, Karlheinz Stockhausen, Klavierstück XII
- 1986, Budimpešta, Luigi Nono, A Carlo Scarpa architetto ai suoi infiniti possibili
- 1986, Budimpešta, Samuel Beckett, Acte sans paroles (I. Thirst, II. Mr. A and Mr. B)
- 1986, Budimpešta, György Ligeti, Aventures
- 1987, Köln/Bonn/Frankfurt ob Majni, Giacinto Scelsi, Ein Blitzstrahl… und der Himmel öffnete sich (Kölnski radijski zbor, Kölnski radijski simfonični orkester, Hans Zender)
- 1987, Köln/Bonn/Frankfurt ob Majni, Giacinto Scelsi, Hurqualia – Ein anderes Königreich (Kölnski radijski simfonični orkester, Hans Zender)
- 1987, Köln/Bonn/Frankfurt ob Majni, Giacinto Scelsi, Hymnos (Kölnski radijski simfonični orkester, Hans Zender)
- 1987, Köln/Bonn/Frankfurt ob Majni, Carola Bauckholt, Die faule Vernunft
- 1987, Köln/Bonn/Frankfurt ob Majni, Hans Zender, Hölderlin lesen
- 1987, Köln/Bonn/Frankfurt ob Majni, Luigi Nono, Fragmente – Stille an Diotima
- 1987, Köln/Bonn/Frankfurt ob Majni, The Lost Chord’' (Phil Minton, Christian Marclay, Günter Christmann, Torsten Müller)
- 1987, Köln/Bonn/Frankfurt ob Majni, Christian Wolff, Long Peace March (Ensemble Modern, Ingo Metzmacher)
- 1987, Köln/Bonn/Frankfurt ob Majni, Iannis Xenakis, Jalons (Ensemble InterContemporain, Arturo Tamayo)
- 1987, Köln/Bonn/Frankfurt ob Majni, Klaus Huber, Erinnere dich an G... (Ensemble InterContemporain, Arturo Tamayo)
- 1987, Köln/Bonn/Frankfurt ob Majni, Pascal Dusapin, Niobé ou le rocher de Sipyle (Ensemble InterContemporain, Arturo Tamayo)
- 1987, Köln/Bonn/Frankfurt ob Majni, Michael Gielen, Ein Tag tritt hervor
- 1987, Köln/Bonn/Frankfurt ob Majni, Mauricio Kagel, Ein Brief
- 1987, Köln/Bonn/Frankfurt ob Majni, Wolfgang Rihm, Chiffre VII
- 1987, Köln/Bonn/Frankfurt ob Majni, Heiner Goebbels, Thränen des Vaterlandes
- 1987, Köln/Bonn/Frankfurt ob Majni, Karlheinz Stockhausen, Xi, Drachenkampf und Argument, Vision und Donnerstags-Abschied (Michaels Abschied), (Karlheinz Stockhausen, Kathinka Pasveer, Markus Stockhausen, Nicholas Isherwood, Mike Svoboda, Andreas Boettger, Julian Pike, Michael Obst, Michèle Noiret, Jean Christian Jalon)
- 1988, Hongkong, Morton Feldman, Palais de mari
- 1988, Hongkong, John Cage, Song Books I-II
- 1988, Hongkong, Brian Ferneyhough, Godalni kvartet št. 3
- 1988, Hongkong, Philip Glass, Opening
- 1988, Hongkong, Gérard Grisey, Talea
- 1988, Hongkong, Hans Werner Henze, El Cimarrón
- 1988, Hongkong, Liza Lim, Pompes Funèbres
- 1988, Hongkong, Helmut Lachenmann, Staub
- 1988, Hongkong, Tan Dun, In Distance
- 1988, Hongkong, Toru Takemitsu, Orion and the Pleiades
- 1989, Amsterdam, Unsuk Chin, Canzone II
- 1989, Amsterdam, Unsuk Chin, Gradus ad infinitum* 1989, Amsterdam, Stefano Gervasoni, Un recitativo
- 1989, Amsterdam, Fausto Romitelli, Have your trip
- 1989, Amsterdam, Kaija Saariaho, Nymphea (Arditti Quartet)
- 1990, Oslo, Uroš Rojko, Der Atem der verletzten Zeit
- 1990, Oslo, Iannis Xenakis, Epicycles
- 1990, Oslo, Alfred Schnittke, Concerto Grosso I
- 1990, Oslo, Giacinto Scelsi, Ygghur
- 1990, Oslo, Louis Andriessen, La Voce
- 1990, Oslo, John Adams, Shaker Loops
- 1990, Oslo, Daniel Ott, Zampugn
- 1990, Oslo, Mauricio Kagel, Glasba za instrumente s tipkami in orkester
- 1990, Oslo, Toru Takemitsu, Rain Spell
- 1990, Oslo, György Ligeti, Ramifications
- 1990, Oslo, Krzysztof Penderecki, Koncert za violo in orkester
- 1990, Oslo, Vinko Globokar, Kolo
- 1990, Oslo, Tristan Murail, Allégories
- 1990, Oslo, Gérard Grisey, Partiels
- 1991, Zürich, Rolf Liebermann, 3 x 1 = CH + X
- 1991, Zürich, Klaus Huber, Erniedrigt – geknechtet – verlassen – verachtet...
- 1991, Zürich, Heinz Holliger, Scardanelli-Zyklus
- 1991, Zürich, Karlheinz Stockhausen, In Freundschaft
- 1991, Zürich, Karlheinz Stockhausen, Mikrophonie I
- 1991, Zürich, Wolfgang Rihm, Hölderlin-Fragmente
- 1991, Zürich, Friedrich Cerha, Godalni kvartet št. 2
- 1991, Zürich, Liza Lim, Voodoo Child
- 1991, Zürich, Mauricio Kagel, Sonant
- 1992, Varšava, Krzysztof Penderecki, The Devils of Loudun
- 1992, Varšava, Matthias Pintscher, Godalni kvartet št. 2
- 1992, Varšava, Daniel Ott, Molto semplicemente
- 1992, Varšava, Hans Wüthrich-Mathez, Annäherungen an Gegenwart
- 1992, Varšava, Henryk Mikołaj Górecki, Beatus Vir
- 1993, Ciudad de México, Helmut Lachenmann, Reigen seliger Geister (Arditti Quartet)
- 1993, Ciudad de México, Brian Ferneyhough, Godalni kvartet št. 4 (Arditti Quartet)
- 1993, Ciudad de México, Hilda Paredes, Oxkintok
- 1993, Ciudad de México, Salvatore Sciarrino, Esplorazione del bianco
- 1993, Ciudad de México, Conlon Nancarrow, Estudios #21 (canon X), #3a (iz Boogie-Woogie suite), #36, #12, #29, #43, Cuarteto št. 1, #37, #41c, Contraption #1, Toccata za violino in mehanični klavir, Cuarteto št. 3 (Arditti Quartet)
- 1994, Stockholm, Caspar Johannes Walter, Durchscheinende Etüden, Simultankonzept IV
- 1994, Stockholm, Fausto Romitelli, La Sabbia del Tempo
- 1994, Stockholm, Uroš Rojko, Et puis plus rien le rève
- 1994, Stockholm, Klaus Huber, Des Dichters Pflug
- 1994, Stockholm, Rolf Riehm, Weeds in Ophelia’s Hair
- 1994, Stockholm, Henri Pousseur, Scambi
- 1994, Stockholm, Luciano Berio, Perspectives
- 1995, Ruhrgebiet, Peter Eötvös, Psychokosmos
- 1995, Ruhrgebiet, György Kurtág, Grabstein für Stephan op. 15c (Kölnski radijski simfonični orkester)
- 1995, Ruhrgebiet, György Kurtág, Stele op. 33 (Kölnski radijski simfonični orkester)
- 1995, Ruhrgebiet, Luigi Nono, Caminantes … Ayacucho (Experimentalstudio der Heinrich-Strobel-Stiftung des SWF)
- 1995, Ruhrgebiet, George Crumb, Echoes of Time and the River, Four Processionals for Orchestra
- 1995, Ruhrgebiet, Morton Feldman, Piano and Orchestra
- 1995, Ruhrgebiet, Giacinto Scelsi, Hymnos
- 1995, Ruhrgebiet, Olga Neuwirth, Spleen
- 1995, Ruhrgebiet, Georg Friedrich Haas, Nacht-Schatten (Klangforum Wien, Peter Rundel)
- 1995, Ruhrgebiet, Beat Furrer, Studie II – A un moment de terre perdu (Klangforum Wien, Peter Rundel)
- 1995, Ruhrgebiet, Hans Werner Henze, Simfonija št. 7 (BBC Symphony Orchestra London, Peter Eötvös)
- 1995, Ruhrgebiet, John Cage, FOUR for string quartet (Arditti Quartet)
- 1995, Ruhrgebiet, Sam Hayden, Picking Up the Pieces
- 1996, Kopenhagen, Caspar Johannes Walter, Durchscheinende Etüden I-VIII/c
- 1996, Kopenhagen, Olga Neuwirth, Sans Soleil
- 1996, Kopenhagen, Unsuk Chin, Akrostichon-Wortspiel
- 1996, Kopenhagen, Francis Dhomont, Espace/Escape
- 1996, Kopenhagen, Jonathan Harvey, Advaya
- 1996, Kopenhagen, Carola Bauckholt, In gewohnter Umgebung II
- 1996, Kopenhagen, Alban Berg, Lulu
- 1996, Kopenhagen, Mauricio Kagel, Interview avec D.
- 1996, Kopenhagen, Toshio Hosokawa, Interim
- 1996, Kopenhagen, Elliott Carter, Con Leggerezza Pensosa
- 1997, Seoul, Gilbert Amy, Trois Scènes
- 1997, Seoul, Brian Ferneyhough, On Stellar Magnitudes
- 1997, Seoul, Mauricio Kagel, Westen
- 1997, Seoul, Carola Bauckholt, Treibstoff
- 1997, Seoul, Gérard Grisey, Les Chants de l’Amour
- 1997, Seoul, Thomas Kessler, Voice Control
- 1997, Seoul, John Cage, Music for Five
- 1997, Seoul, Isang Yun, Violinski koncert
- 1998, Manchester, Peter Maxwell Davies, Worldes Blis (BBC Symphony Orchestra London, Sir Peter Maxwell Davies)
- 1998, Manchester, Sofia Gubaidulina, De profundis
- 1998, Manchester, Harrison Birtwistle, Pulse Shadows (Arditti Quartet)
- 1998, Manchester, Luciano Berio, Glosse (Arditti Quartet)
- 1998, Manchester, Brian Ferneyhough, Godalni trio (Arditti Quartet)
- 1998, Manchester, Just before (Rosas Dance Company, Anne Teresa De Keersmaeker), Ictus Ensemble,
- 1998, Manchester, Beat Furrer, Time Out
- 1998, Manchester, Luciano Berio, Ekphrasis (continuo II), (Hallé Orchestra, Kent Nagano)
- 1998, Manchester, Kaija Saariaho, Château de l’âme, (Hallé Orchestra, Kent Nagano)
- 1998, Manchester, Salvatore Sciarrino, Waiting for the Wing
- 1998, Manchester, Olivier Messiaen, Cinq Rechants (BBC Singers)
- 1998, Manchester, Mauricio Kagel, Orchestrion-Straat (London Sinfonietta, James Wood)
- 1999, Rimnia/Moldavia, Rebecca Saunders, Into the Blue
- 2000, Luksemburg, Morton Feldman, For Philip Guston
- 2000, Luksemburg, Moritz Eggert, Der Andere (po romanu The Outsider H.P. Lovecrafta)
- 2000, Luksemburg, Mauricio Kagel, Duodramen
- 2000, Luksemburg, Tan Dun, The Gate, Orchestral Theatre IV (BBC Symphony Orchestra, Tan Dun)
- 2002, Hongkong, Krzysztof Penderecki, Concerto Grosso
- 2002, Hongkong, Terry Riley, In C
- 2002, Hongkong, Thomas Adès, Arcadiana
- 2002, Hongkong, Shintaro Imai, La litte bleue
- 2002, Hongkong, Kaija Saariaho, Graal Theatre
- 2002, Hongkong, Guo Wenjing, Melodies of Western Yunnan
- 2003, Slovenija, John Zorn, Contes de fées
- 2003, Slovenija, Friedrich Cerha, Five Pieces
- 2003, Slovenija, Krzysztof Penderecki, Sinfonietta št. 2 (RTV Slovenija Symphony Orchestra)
- 2003, Slovenija, Philippe Manoury, Metal (Percussions de Strasbourg)
- 2003, Slovenija, Klaus Huber, Intarsi
- 2003, Slovenija, Vinko Globokar, Zlom, Blinde Zeit, Eppure si muove (Klangforum Dunaj, Vinko Globokar)
- 2004, Švica, Carola Bauckholt, Hubschrauber
- 2004, Švica, Oscar Bianchi, De rerum natura
- 2004, Švica, Elliott Carter, Dialogues pour piano et orchestre (Orchestre de Chambre de Lausanne)
- 2004, Švica, Unsuk Chin, Violinski koncert
- 2004, Švica, Brian Ferneyhough, Opus Contra Naturam (Ensemble Contrechamps)
- 2004, Švica, Lars Petter Hagen, Voices to voices, lip to lip
- 2004, Švica, Michael Jarrell, Abschied (Ensemble Contrechamps)
- 2004, Švica, Heinz Holliger, Turm Musik (Orchestre de Chambre de Lausanne)
- 2005, Zagreb, Aaron Cassidy, Metallic Dust
- 2005, Zagreb, Panayiotis Kokoras, Holophony
- 2005, Zagreb, Wolfgang Rihm, Chiffre VI
- 2005, Zagreb, Fausto Romitelli, Amok Koma
- 2005, Zagreb, Beat Furrer, Presto con fuoco
- 2005, Zagreb, Uri Caine, Trio
- 2006, Stuttgart, German Toro-Pérez, Zemljevid New Yorka (glasbeni mozaik, Enno Poppe)
- 2006, Stuttgart, Mauricio Kagel, Phonophonie
- 2006, Stuttgart, Johannes Kreidler, RAM microsystems
- 2006, Stuttgart, Panayiotis Kokoras, Paranormal
- 2006, Stuttgart, Dai Fujikura, Okeanos Breeze (Ensemble recherche)
- 2006, Stuttgart, Jennifer Walshe, meanwhile, back at the ranch
- 2006, Stuttgart, Fausto Romitelli, An Index of Metals (Ensemble musikFabrik, Barbara Hannigan)
- 2006, Stuttgart, Julio Estrada, Murmullos del páramo (Neue Vocalsolisten Stuttgart, Mike Svoboda, Ko Ishikawa, Stefano Scodanibbio, Llorenç Barber, Magnus Andersson)
- 2013, Košice/Bratislava/Dunaj, Unsuk Chin, snagS&Snarls
- 2013, Košice/Bratislava/Dunaj, Beat Furrer, Phasma
- 2013, Košice/Bratislava/Dunaj, Arvo Pärt, Spiegel im Spiegel
- 2013, Košice/Bratislava/Dunaj, Kaija Saariaho, Aile du songe
- 2013, Košice/Bratislava/Dunaj, Jennifer Walshe, Silently & Very fast
- 2014, Wroclaw, Thomas Vaquié, O (Omicron)
- 2014, Wroclaw, Frederik Neyrinck, Contr’Action II (Klangforum Dunaj)
- 2014, Wroclaw, Samuel Holloway, Village (Klangforum Dunaj)
- 2014, Wroclaw, Pierluigi Billone, Eben und anders (Klangforum Dunaj)
- 2014, Wroclaw, Peter Eötvös, Angels in America
- 2014, Wroclaw, Krzysztof Penderecki, Paradise Lost
- 2014, Wroclaw, Ryoji Ikeda, Datamatics
- 2014, Wroclaw, György Ligeti, Lux Aeterna
- 2014, Wroclaw, Stefan Prins, Piano Hero #1
- 2015, Ljubljana, Hector Parra, inFALL
- 2015, Ljubljana, Vito Žuraj, Hawk-Eye
- 2016, Tongyeong, Isao Matsushita, Prayer of the Firmament (Changwon Philharmonic Orchestra)
- 2016, Tongyeong, Pierre Boulez, Dérive (Hong Kong New Music Ensemble)
- 2016, Tongyeong, Randolph Peters, Hallucinations (Gyeonggi Philharmonic Orchestra)
- 2018, Peking, Jia Guoping, The Pine-soughing Valley (Kitajski državni simfonični orkester)
- 2018, Peking, Caleb Burhans, Escape Wisconsin (Alarm Remix) (Alarm Will Sound)
- 2018, Peking, Guo Wenjing, Wild Fire (Koncert za bambusno piščal št. 2) (Filharmonični orkester Hanzhou)
- 2019, Talin, Wim Henderickx, Blossoming. Three Prayers for a Better World (Estonski filharmonični komorni zbor, Kaspars Putnins)
- 2019, Talin, Alexander Schubert, Star Me Kitten
- 2019, Talin, Stefan Prins, Generation Kill – offspring 1
- 2019, Talin, Liza Lim, Burning House

## Slovenska sekcija ISCM
Slovenska sekcija ISCM je bila v okviru Jugoslovanske sekcije dejavna že koncem 1920-ih let, saj se je v delovanje združanja aktivno vključil skladatelj Slavko Osterc. Osterc je z mednarodnimi skladateljskimi kolegi navezal številne stike, o čemer priča njegova bogata korespondenca in objave v tedanjem slovenskem dnevnem časopisju. V delovanje združenja je bil vpet tako organizacijsko kot umetniško, saj so bile v okviru festivalskih koncerov ISCM izvedene njegove skladbe Firencah (1934), Pragi (1935), Londonu (1938) in Varšavi (leta 1939). Po osamosvojitvi Slovenije je 22. maja 1992 ob Svetovnih glasbenih dnevih v Varšavi slovenska sekcija za sodobno glasbo DSS postala samostojna redna članica ISCM, nekaj let jo je vodil skladatelj Lojze Lebič, nato pa tri desetletja skladatelj Pavel Mihelčič. Slovenija je doslej dvakrat organizirala in gostila Svetovne glasbene dneve, in sicer v letih 2003 in 2015.